# Polemonium foliosissimum
Polemonium foliosissimum är en blågullsväxtart som beskrevs av Asa Gray. Polemonium foliosissimum ingår i släktet blågullssläktet, och familjen blågullsväxter.

## Underarter
Arten delas in i följande underarter:
- P. f. alpinum
- P. f. flavum
- P. f. molle

## Bildgalleri

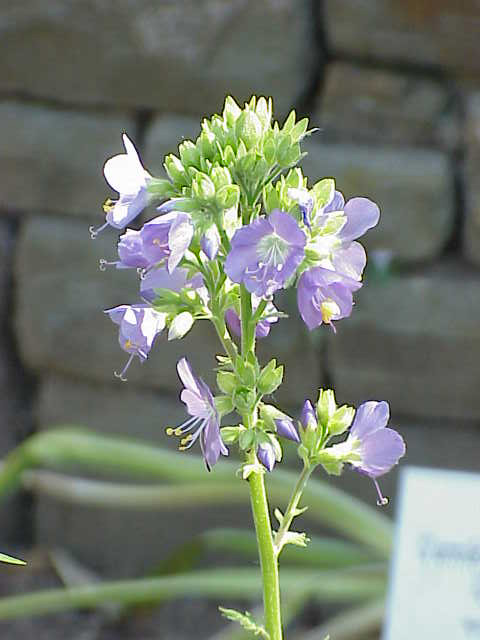
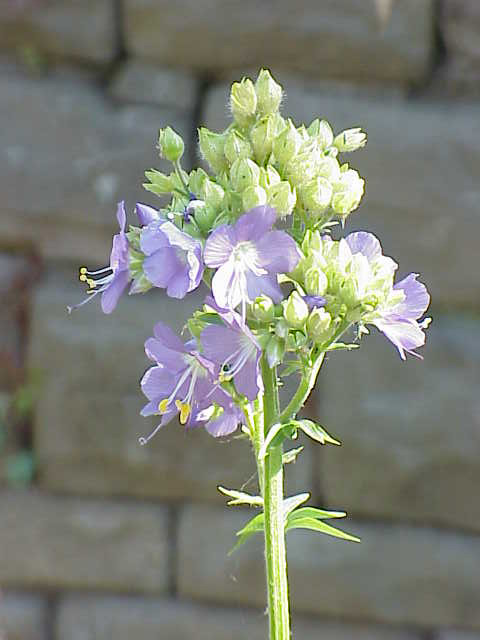
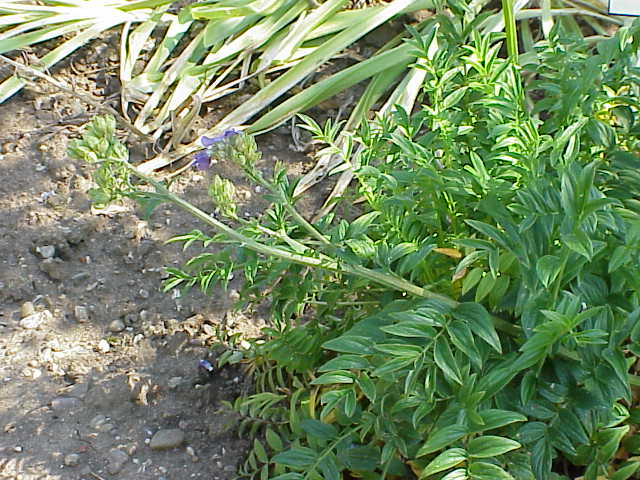
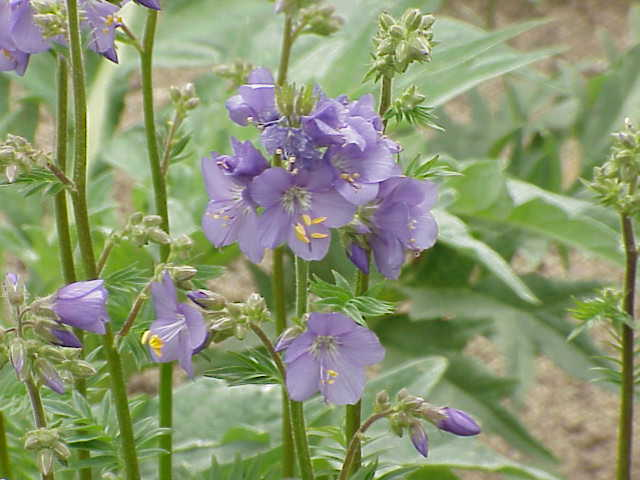
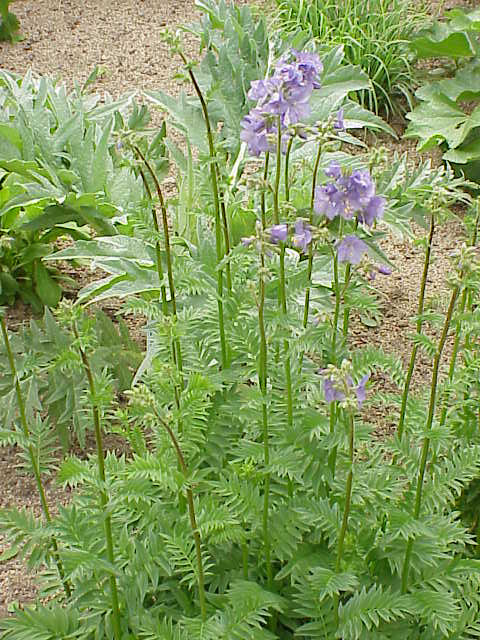
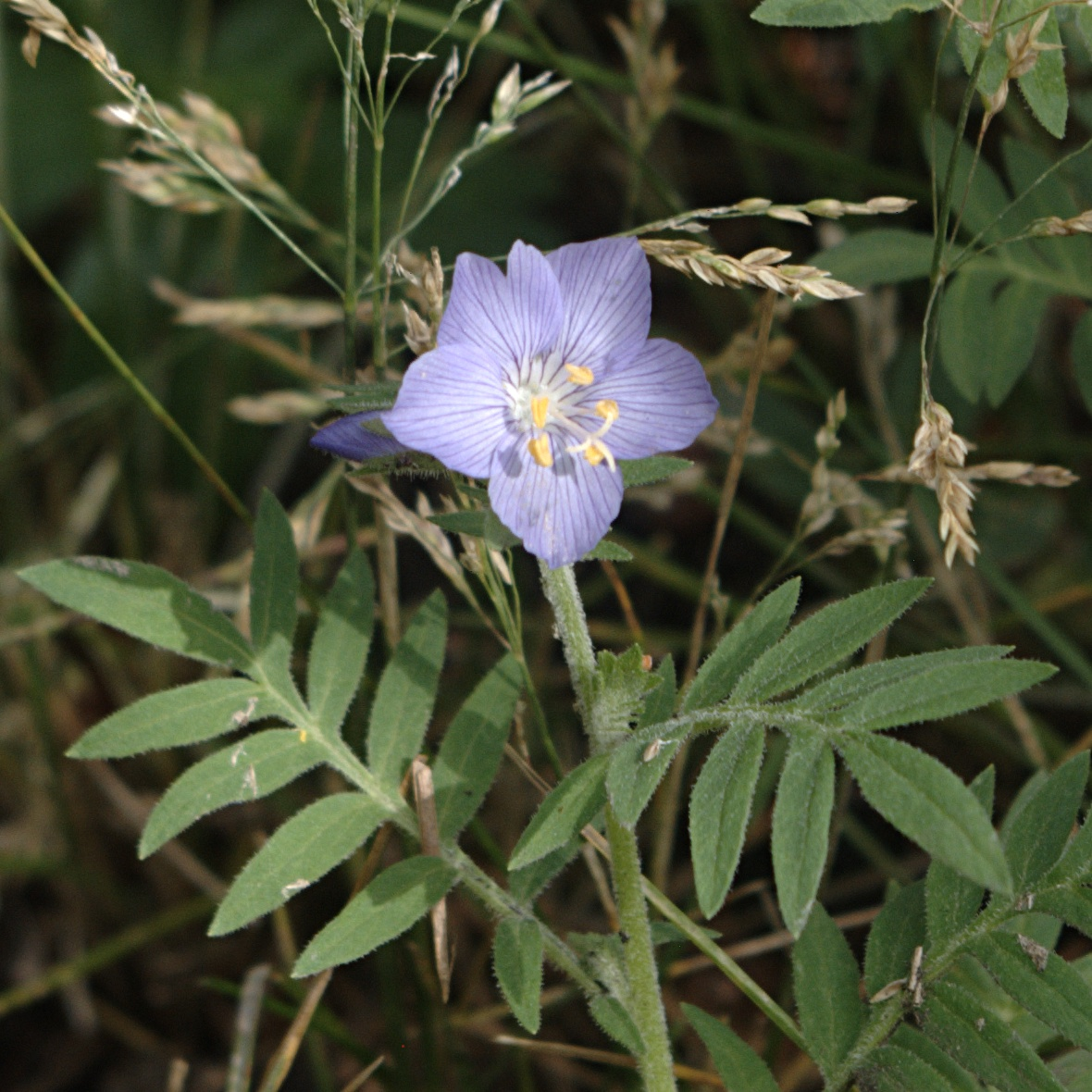